# Victory (альбом Running Wild)
Victory — одиннадцатый альбом немецкой группы Running Wild.
Это третий альбом в трилогии на тему добра и зла, которая начинается с первого альбома Masquerade и продолжается The Rivalry.
Этот альбом является единственным в дискографии, который не включает в себя пиратские тематические песни и темы. Альбом был продан тиражом более 250 000 копий по всему миру.
Песня "Tsar" написана про Российского Императора Николая II.

## Список композиций
1. «Fall of Dorkas» (Rolf Kasparek) — 5:15
2. «When Time Runs Out» (Rolf Kasparek) — 5:16
3. «Timeriders» (Rolf Kasparek) — 4:23
4. «Into the Fire» (Rolf Kasparek) — 4:56
5. «Revolution» (John Lennon, Paul McCartney) — 2:57
6. «The Final Waltz» (Thilo Hermann) — 1:19
7. «Tsar» (Rolf Kasparek) — 7:07
8. «The Hussar» (Rolf Kasparek) — 4:04
9. «The Guardian» (Rolf Kasparek) — 5:08
10. «Return of the Gods» (Rolf Kasparek, Thilo Hermann) — 5:29
11. «Silent Killer» (Rolf Kasparek) — 4:44
12. «Victory» (Rolf Kasparek) — 4:47

## Участники записи
- Rolf Kasparek — вокал, гитира
- Thilo Hermann — гитира
- Thomas Smuszynski — бас-гитара
- Angelo Sasso — ударные

## Позиции в чартах
| Чарт (2000)                   | Высшая позиция |
| ----------------------------- | -------------- |
| Германия (Offizielle Top 100) | 26             |
| Швеция (Sverigetopplistan)    | 52             |